# Ma-15
La Ma-15 o Carretera de Manacor (antigua C-715) es una carretera parcialmente desdoblada de Mallorca que atraviesa la isla desde la bahía de Palma hasta el punto más oriental de ésta.
Comienza en la calle Manacor de Palma y acaba en Cala Rajada. Atraviesa las poblaciones de Son Ferriol, La Casa Blanca, Algaida, Montuiri, Villafranca, Manacor, San Lorenzo, Artá y Capdepera.
Tiene una longitud de 83 kilómetros, 47 de los cuales están desdoblados. Tiene 18 rotondas a lo largo de su recorrido.
En el kilómetro 16, hay un depósito de agua, en Xorrigo, comúnmente conocido como el Chupa-Chup por su forma parecida a este. Tras las obras de desdoblamiento, se ha rediseñado y pintado con topos azules. Es un símbolo bastante conocido de esta carretera.
Su gestión y mantenimiento corren a cargo del Consejo de Mallorca.

## Recorrido

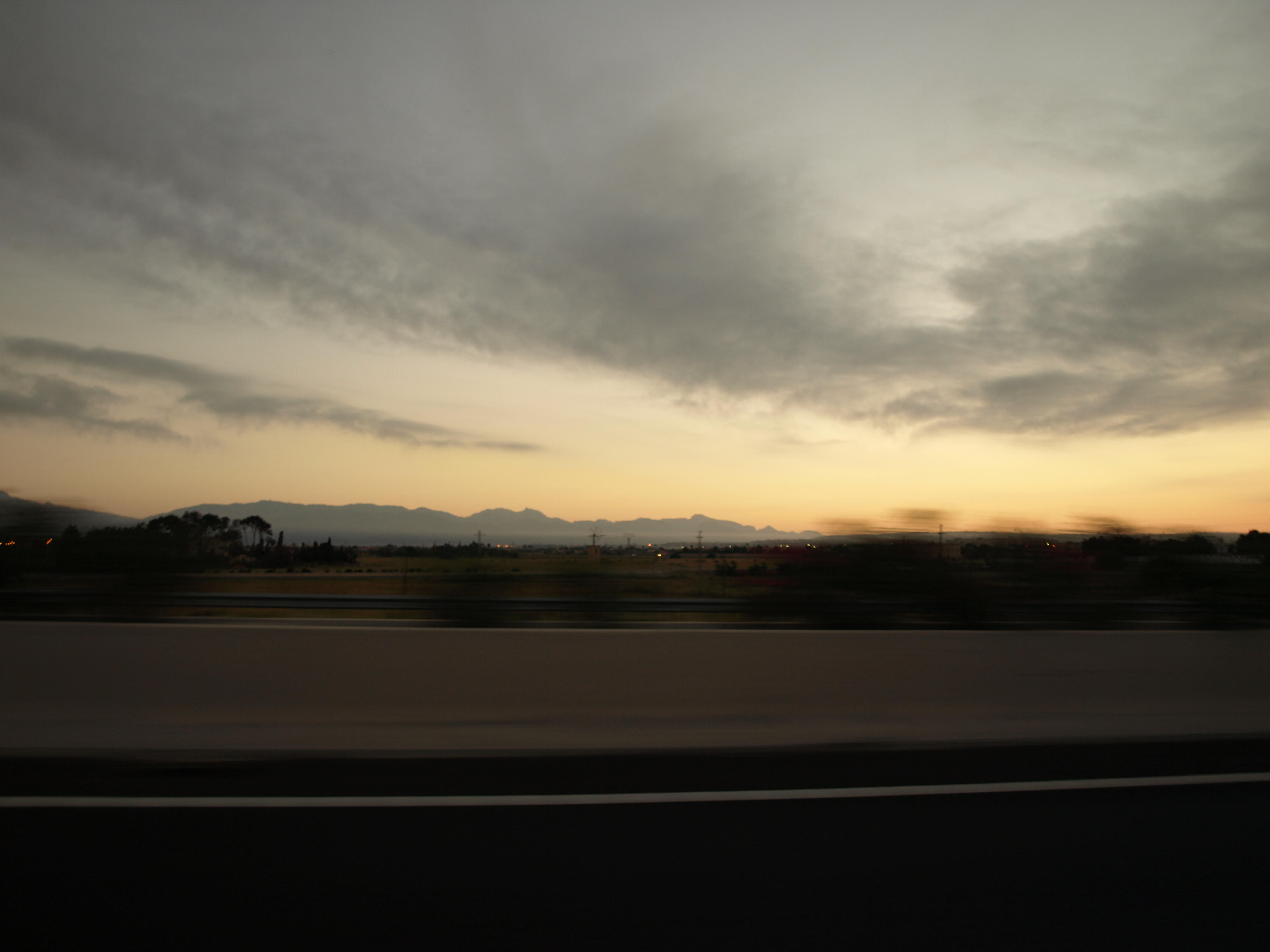
La Sierra de Tramontana vista desde la Ma-15.

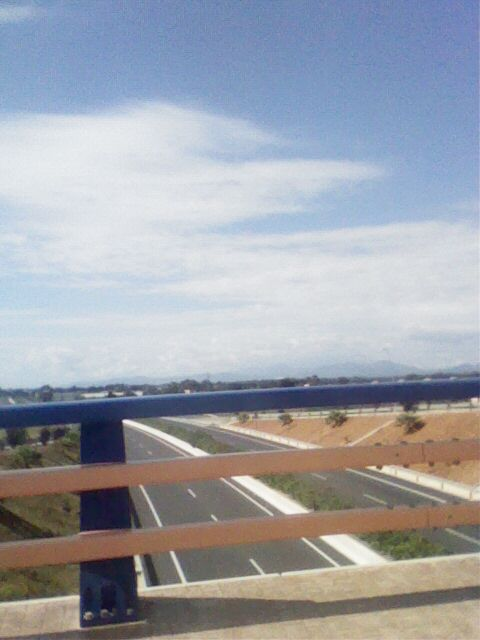
La Ma-15 cerca de Algaida.

| Nº Salida / Enlace | Nombre de la salida                                                                             | Carretera que enlaza |
| ------------------ | ----------------------------------------------------------------------------------------------- | -------------------- |
| 0                  | Ma-20 (Vía de Cintura) Palma (Calle Manacor)                                                    | Ma-20                |
| Pk 0               | Inicio del desdoblamiento                                                                       |                      |
| 2                  | Coll de Rabasa Ma-3011 (Carretera Vieja de Sinéu)                                               | Ma-3011              |
| 4                  | Hospital de Son Llàtzer Son Ferriol                                                             |                      |
| 5                  | Ma-30 (Segundo Cinturón)                                                                        | Ma-30                |
| 7                  | La Casa Blanca                                                                                  |                      |
| 10                 | Playa de Palma San Jorge (Ma-5013 (La Aranjasa-Camino de la Acequia))                           | Ma-5013              |
| 13                 | Xorrigo                                                                                         |                      |
| 15                 | Son Gual                                                                                        |                      |
| 19                 | Museo del Vidrio                                                                                |                      |
| 20                 | Algaida                                                                                         |                      |
| 21                 | Algaida Sancellas                                                                               |                      |
| 22                 | Algaida Ma-3130 (Pina/Sinéu)                                                                    | Ma-3130              |
| 24                 | Centro de Control y de Gestión del Tráfico de la Ma-15                                          |                      |
| 27                 | Cura/Randa Vía de Servicio Montuiri                                                             | Ma-5017 Ma-3230      |
| 29                 | Ma-3210 (Enlace con la Ma-5030 / Montuiri (Ma-3200, Ma-3220))                                   | Ma-3210              |
| 30                 | Puig de Sant Miquel                                                                             |                      |
| 32                 | Son Bages                                                                                       |                      |
| 36                 | Ma-3222 (Ctra de Villafranca de Bonany (Ma-15/Sant Joan (Ma-3220)))                             | Ma-3222              |
| 38                 | Villafranca de Bonany Porreras Montuiri                                                         |                      |
| 40                 | Dirección Manacor-Palma: Villafranca de Bonany Els Calderers Dirección Palma-Manacor: Ses Veles |                      |
| 41                 | Felanich (Ma-5110) Petra (Ma-3310)                                                              | Ma-5110 Ma-3310      |
| 42                 | Dirección Manacor-Palma: Son Noviet Dirección Palma-Manacor: S'hort de Ca'n Ros                 |                      |
| 43                 | Sa Teulera                                                                                      |                      |
| 44                 | es Caparó                                                                                       |                      |
| 45                 | Ca'n Casoli                                                                                     |                      |
| 47                 | Manacor                                                                                         |                      |
| Pk 47              | Fin del desdoblamiento                                                                          |                      |
| Pk 56              | San Lorenzo del Cardezar                                                                        |                      |
| Pk 70              | Artá                                                                                            | Ma-12                |
| Pk 77              | Capdepera                                                                                       |                      |
| Pk 80              | Cala Rajada                                                                                     |                      |

## Variantes
Se han ido construyendo lo que se denominan variantes para que la carretera no atraviese núcleos urbanos:
- PK 47 - PK 51'200 Variante de Manacor
- PK 55'500 - PK 58 Variante de San Lorenzo del Cardezar

### Antigua C-715

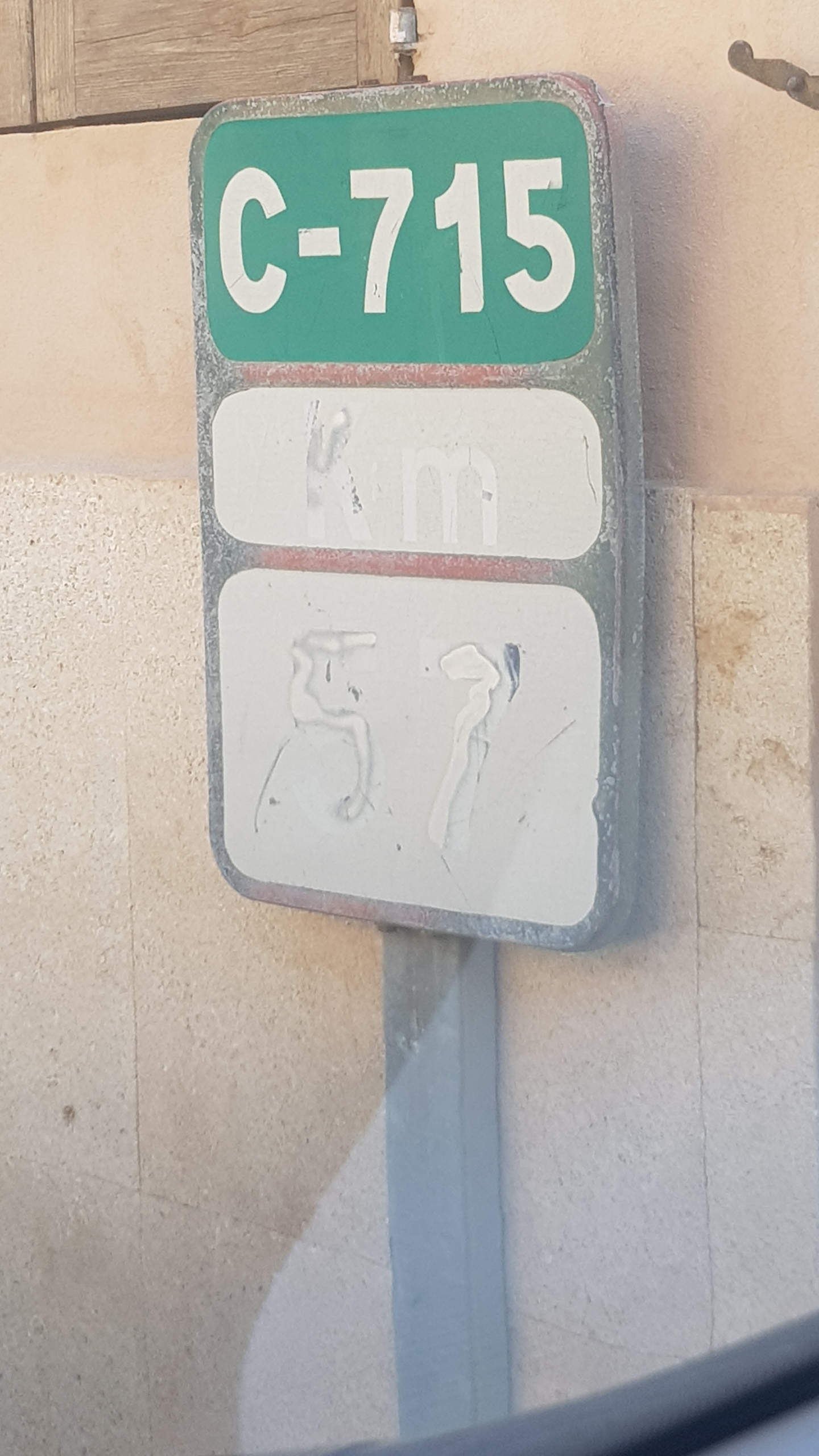
Antiguo cartel de la carretera C-715 todavía ubicado dentro de San Lorenzo

Las siguientes carreteras son tramos de la Ma-15 que formaban parte de la antigua C-715 pero quedaron en el interior de los pueblos, discurriendo la nueva Ma-15 por variantes exteriores.
- Ma-15 A: Variante de Villafranca (Ma-15, Ma-3222) / Ma-15)
- Ma-15 B: Variante de Capdepera (Ma-4043 / Ma-15)
- Ma-15 C: Variante de Manacor (rotonda polígono industrial / Ma-15)
- Ma-15 D: Variante de Son Ferriol (rotonda Son Llàtzer / rotonda variante)
- Ma-15 E: Variante de Algaida (Ma-15, Ma-3100 / Ma-15, Ma-3130)
- Ma-15 F: Variante de San Lorenzo (Ma-15 / Ma-15)